# Philibert Vrau
Philibert Vrau, né le 19 novembre 1829 à Lille et mort le 16 mai 1905 dans la même ville, est un industriel lillois qui fut une personnalité marquante du catholicisme social.

## Un grand patron social
Philibert Vrau participe d'abord à la création d’une banque, le Comptoir d’escompte (1857-1859), mais l'établissement périclite par la faute d’un de ses associés et il échappe de peu à la ruine. En 1866, il s’associe avec son ami et beau-frère le docteur Camille Feron-Vrau pour assurer la gestion de l'entreprise familiale, une fabrique de fils à coudre en lin fondée en 1816 par son père François-Philibert Vrau. À partir de la mort de son père en 1870, il assume la responsabilité de la politique commerciale de la société, dénommée Philibert Vrau & Cie à partir de 1871.
À cette date, l'entreprise est déjà importante sur la place de Lille. Elle compte des centaines d'ouvriers répartis sur plusieurs sites, ce qui conduit Philibert Vrau à faire construire une usine moderne entre 1872 et 1878. La politique commerciale est efficace et la production est en partie exportée vers l’Allemagne et l'Europe du Nord.
La marque « Le Fil au Chinois » crée par son père se développe donc considérablement. Vers 1875, avec 1 100 ouvriers employés, les établissements avaient pris une place considérable dans l'industrie textile lilloise.
Philibert Vrau a la volonté de développer au mieux sa société, afin qu'elle dégage d'importantes ressources lui permettant de financer des œuvres sociales et chrétiennes. Il pratique une politique de prix fermes, alors que la concurrence appliquait des prix bas de manière désordonnée. Dans le même temps, il accorde des primes en fin d'année pour fidéliser les grossistes et assurer la promotion de ses produits auprès des merceries de détail. Les ventes annuelles passent ainsi de 282 000 boîtes de 48 pelotes en 1864, à 1 950 000 boîtes en 1875.
Au sein de son entreprise, Philibert Vrau développe une politique sociale  modèle :
- plus de travail de nuit pour les femmes[3],
- journée de dix heures[3],
- repos dominical[3],
- sociétés de logements ouvriers[3],
- écoles pour les enfants[3],
- caisse de secours mutuel[2],
- caisse d’assistance[2],
- caisse de prêts[2],
- caisse d’épargne[2].

Très préoccupé de morale et d'éducation, il fait venir en 1876, des sœurs de la Providence de Portieux pour encadrer et éduquer les nombreuses jeunes ouvrières qui travaillent pour lui. Pour éviter la promiscuité et l'immoralité, les horaires de travail des ouvriers et ceux des ouvrières sont différents.
Les sœurs assurent d'autres services, comme le calcul des salaires et la gestion des secours au personnel. La pratique du catholicisme est de rigueur dans l'entreprise : prières avant et après le travail, statues de saints, crucifix et étendards dans toutes les pièces, catéchisme hebdomadaire obligatoire et récompense à ceux qui viennent au patronage paroissial le dimanche.
Un conseil patronal permet de se concerter sur les questions sociales et spirituelles entre les dirigeants, cinq principaux employés et l'aumônier. Par ailleurs, il existe un conseil consultatif des ouvriers et un autre pour les ouvrières, qui tous deux réunissent des surveillants d'atelier et des délégués élus.

## Un catholique militant
Après sa conversion au catholicisme en 1854 (qu'il avait cessé de pratiquer pendant un temps), il veut être prêtre mais cède aux instances de ses parents et y renonce. Il choisit alors de rester célibataire et fonde à Lille en 1857 une organisation de prière dédiée à l'adoration du Saint-Sacrement. Sur la suggestion d’Émilie Tamisier, Philibert Vrau organise en 1881 à Lille le premier congrès eucharistique mondial.
Vice-président de 1872 à 1886, puis président, de 1886 à sa mort, du conseil régional des Conférences de Saint-Vincent-de-Paul, Philibert Vrau fonda et finança un grand nombre d’œuvres catholiques, de concert avec son beau-frère : patronages, cercles catholiques d’ouvriers, congrès catholiques du Nord et du Pas-de-Calais, l'université catholique de Lille, l'École des hautes études industrielles, l'Institut catholique d'arts et métiers, écoles primaires paroissiales, œuvre des nouvelles églises de Lille, presse chrétienne...
À propos de la fondation de l'université catholique de Lille, le cardinal Régnier, archevêque de Cambrai, eut ce trait d'humour : 

« L’existence de notre université ne tient encore qu’à un fil, mais ce fil est solide, c’est le fil Vrau »

.
En 1909, l'archidiocèse de Cambrai décida la fondation d'une nouvelle paroisse pour desservir tout le faubourg de Douai et une partie du faubourg d'Arras. L'édifice fut dédié à saint Philibert en hommage à Philibert Vrau. En 1933, une clinique lui fut également dédiée.

## Un procès en béatification
Le procès en béatification de Philibert Vrau a été ouvert en 1912, sept ans après sa mort, par l’archevêque de Cambrai. La cause du procès est double puisqu'elle concerne également son beau-frère Camille Féron-Vrau.
La première étape, dite « procès diocésain », a connu une conclusion favorable avec la signature du pape Pie XI en février 1930.
Arrêté pendant la Seconde Guerre mondiale, le procès ne reprit pas après la guerre : dans un contexte de très fortes tensions sociales dans la région Nord, il fut reporté sine die à la suite d'une décision du cardinal Liénart en 1950.
Le procès a été relancé en 2011 par Mgr Gérard Defois, évêque de Lille. En cas d'issue favorable, Philibert Vrau serait le premier chef d'entreprise porté sur les autels.
Il est inhumé dans la "Crypte néogothique" de la Cathédrale Notre-Dame de la Treille à Lille.

## Différentes œuvres à son nom
A l'initiative de la Fondation des entrepreneurs et dirigeants chrétiens (les EDC), créée en 2011 en partenariat avec le journal La Croix, le « prix Philibert Vrau » distingue chaque année un chef d’entreprise qui combine action économique et finalité sociale.
En 2012, à Déols, la Fraternité Sacerdotale Saint Pie X a ouvert un lycée professionnel baptisé "Lycée professionnel Philibert Vrau", formant des étudiants en baccalauréat professionnel cuisine, technicien menuisier agenceur, métiers de l'électricité et de ses environnements connectés, secteur nature jardins paysage forêt. Le lycée est d'orientation fortement catholique traditionaliste, et sa formation semble avoir fait la preuve de sa qualité.

## Spectacles
En septembre 2024, un ambitieux projet de spectacle, naît. Cette œuvre originale raconte pendant près d’1h15 l'histoire du "saint de Lille". Il est joué les 22, 23 et 24 mai 2025 dans la chapelle Saint Joseph de l'université Catholique de Lille,.
Ce spectacle est créé et produit par l'association sanctifio. Il s'agit d'une association composée d'environ 80 étudiants et jeunes professionnels, tous bénévoles.
La musique originale du spectacle a été composée par Richard Liégeois. La musique est interprétée en live par un orchestre d’étudiants et jeunes professionnels lillois.